# Asphondylia morivorella
Asphondylia morivorella är en tvåvingeart som först beskrevs av Naito 1919.  Asphondylia morivorella ingår i släktet Asphondylia och familjen gallmyggor. Inga underarter finns listade i Catalogue of Life.